# Darnell Stapleton

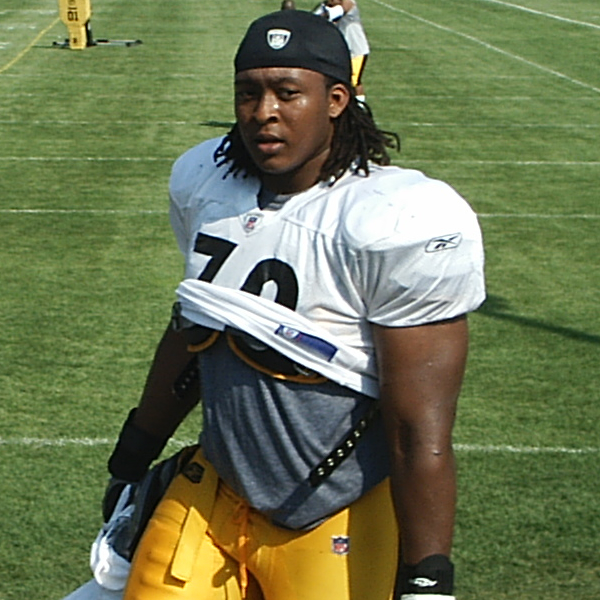
Imagem de Darnell Stapleton.

Darnell Stapleton é um jogador profissional de futebol americano estadunidense que foi campeão da temporada de 2008 da National Football League jogando pelo Pittsburgh Steelers.